# Henri Rivière (pintor)
Henri Rivière (11 de març de 1864 - 24 d'agost de 1951) fou un artista i dissenyador francès, conegut per la seva creació del joc d'ombres al cabaret Le Chat Noir, i per les seves il·lustracions postimpressionistes de paisatges de la Bretanya i de la Torre Eiffel.

## Inicis
Rivière va néixer a París, on el seu pare regentava una merceria. El 1870, fugint de l'avanç de les tropes prussianes durant la guerra francoprussiana, el seu pare va traslladar la família a la casa de la seva infantesa als Pirineus. Va morir tres anys més tard, i la mare de Rivière va tornar a París, on va tornar a casar-se. Rivière va créixer a París, mostrant un interès primerenc per l'art, especialment per l'impressionisme.
Després d'un breu període en el qual va treballar en un negoci d'importació de plomes d'estruç, Rivière va iniciar la seva formació en art amb el pintor Émile Bin. A partir de 1880 va començar a contribuir amb il·lustracions en revistes i diaris.
Al poc temps va iniciar la seva associació amb els cabarets de Montmartre, especialment amb la popular cafeteria Le Chat Noir (El Gat Negre). El 1882 Rivière va passar a formar part de l'equip editorial del setmanari Chat Noir, on va publicar versos lleugers, contes i il·lustracions. Rivière va editar i va contribuir a la revisió artística de la revista fins a 1885.

## Jocs d'ombres
El 1886, Rivière va crear una forma de teatre d'ombres amb el nom d'ombres xineses. Va aconseguir un èxit notable i es va mantenir al cartell del Chat Noir durant una dècada fins que el cabaret va ser tancat el 1897. Utilitzava figures de xapa de zinc retroil·luminades, fent que es projectessin les seves siluetes. A més dels seus propis treballs, Rivière es va unir a Caran D'Ache i d'altres artistes per col·laborar en l'obra d'Ache L'Epopée. Entre 1886 i 1896, Rivière va crear 43 jocs d'ombres sobre temes tan variats com la mitologia, la història i la Bíblia. Es concentrà en millorar els aspectes tècnics, utilitzant vernissos per crear efectes extremadament delicats de llum i color. Les ombres xineses van evolucionar i van tenir una influència important en diferents representacions teatrals i en el desenvolupament de la fantasmagoria.

Segons els historiadors Phillip Cati i Mary Shaw, el treball de Rivière va implicar innovacions tant estètiques com tècniques:
Essencialment, Rivière va crear un sistema en el qual col·locava siluetes de figures, animals, i elements de paisatges dins de marcs de fusta a tres distàncies de la pantalla: en el més proper, creava siluetes absolutament negres, i en els altres dos produïa gradacions de negres a grisos, suggerint per aquest mitjà la seva distribució espacial. Les siluetes podien ser mogudes a través de la pantalla mitjançant guies dins del marc.
 Juntament amb L'Epopee de d'Ache, els treballs propis de Rivière Li Temptation de Saint Antoine (1887) i La Marche à L'étoile (1890), foren els seus espectacles més populars i de major èxit. El teatre d'ombres era la principal atracció dels cabarets, i "va jugar una funció crucial a dignificar el cabaret per acostar-ho al nivell de l'avantguarda dels impressionistes i dels post-impressionistes: Edgar Degas, Camille Pissarro, Claude Monet, Mary Cassatt, i uns altres."

## Obra gràfica
Entre 1882 i 1886 Rivière va crear un gran nombre d'aiguaforts. També va mostrar un gran interès per la fotografia, reflectint una sèrie d'escenes pintoresques de la vida diària. Posteriorment va experimentar amb xilografies en color i cromolitografías a la fi de la dècada de 1880. Va visitar Bretanya per primera vegada el 1884, passant la majoria dels seus estius allí fins a 1916. Juntament amb l'enrenou de la vida parisenca, la Bretanya rural va constituir la majoria dels temes dels seus treballs paisatgístics.
Les impressions de Rivière generalment van ser concebudes per ser publicades com a col·leccions. Inclouen quaranta imatges en els Paisatges Bretones, creats entre 1890 i 1894. També va realitzar sèries de xilografies en color, com en El Mar: Estudis d'Ones, i va preparar altres seqüències que van quedar inacabades, incloent 36 Vistes de la Torre Eiffel, finalment publicades com a litografies. Aquests treballs van ser influïts per la moda japonista de l'època, com una revisió de les famoses impressions de Hiroshige i de Hokusai de les 36 Vistes de la Muntanya Fuji.
La seva sèrie de litografies inclou:
- Els Aspectes de Naturalesa (1897 a 1899), 16 imatges
- La Terra Bonica de Bretanya (1897 a 1917), 20 imatges
- Paisatges parisencs (1900), 8 imatges
- Les Hores Màgiques (1901 a 1902), 16 imatges
- Trenta-sis Vistes de la Torre Eiffel (1902), 36 imatges
- El Vent Noirot (1906), 4 imatges

Rivière va deixar de produir impressions el 1917 i es va retirar com a artista professional, encara que va continuar pintant aquarel·les en els seus últims anys. Va morir el 24 d'agost de 1951.